# 生死关头 (小说)
《生死关头》（英語：Live and Let Die）是英国作家伊恩·弗莱明创作的第二本詹姆斯·邦德系列小说，故事以伦敦、美国和牙买加为背景，1954年4月5日经乔纳森·凯普出版社在英国首发。前作《皇家赌场》出版前，弗莱明就在牙买加的黄金眼庄园完成本作，书中大部分背景源自他在美国的经历和对牙买加的了解。
小说围绕邦德追捕“老大”展开，此人不但是巫毒教和美国犯罪团伙头目，还是苏联反情報组织“间谍之死”特工，对第一世界威胁很大。邦德调查期间得到老大手下女算命师索丽泰尔和中央情报局特工费利克斯·雷特帮助，发现老大把十七世纪金币走私到美国为苏联间谍活动融资。弗莱明动笔前与夫人沿二战期间走过的路线在美国和牙买加实地考察，小说主题包括冷战中东西方集团的斗争，英美关系，种族关系，以及《皇家赌场》就开始探讨的善恶对抗等。
与《皇家赌场》类似，小说在英国上市后非常热销并且赢得评论界普遍赞誉；但在美国同样严重滞销，评价也远不及本土。小说至今已改编成多种媒体作品，首先是1958至1959年《每日快報》的连环漫画，后又在1973年改编成同名电影，是罗杰·摩尔首次扮演邦德，也是詹姆斯·邦德系列电影的第八弹。小说中的部分元素后来纳入其他邦德片，分别是1981年的《鐵金剛勇破海龍幫》和1989年的《鐵金剛勇戰殺人狂魔》。

## 内容简介

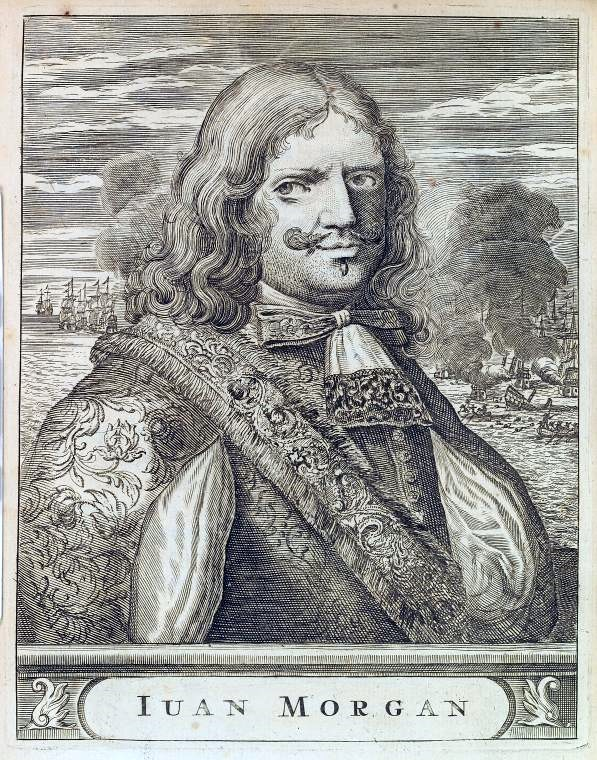
亨利·摩根爵士所埋财宝是小说情节的前提

英国秘密情報局主管派手下特工詹姆斯·邦德（代号“007”）前往纽约，调查人称“老大”的苏联反情報组织“间谍之死”（SMERSH）特工兼巫毒教首脑，秘密情报局怀疑此人通过出售十七世纪金币来为苏联在美洲的间谍作业融资。纽约哈莱姆和佛罗里达州都曾出现这种金币，估计源自海盗亨利·摩根埋在牙买加的财宝。
邦德在纽约与中央情报局特工费利克斯·雷特（Felix Leiter）见面，两人在“老大”位于哈莱姆的夜总会调查时被俘。老大审问邦德时叫出会算命的手下索丽泰尔（Solitaire，意为“接龙”），判断邦德是否吐实。索丽泰尔谎称邦德说的是实话，老大决定释放两人，但打断邦德的一根手指。邦德在离开的路上杀死老大多名手下，雷特基本没受伤，因为看守也像他一样喜欢爵士乐。
索丽泰尔离开老大后联系邦德，两人乘火车前往佛罗里达州圣彼德斯堡与雷特会合。两名特工在老大用来存放异国鱼类的仓库调查，索丽泰尔被老大的爪牙绑架。雷特后来独自返回仓库，但不知是因踏入陷阱还是被俘而落入鲨鱼池，虽未丧命但也被咬掉一手一脚。邦德在安全屋找到雷特，发现他胸口钉有纸条：“非和别人过不去就是这种下场。”邦德前往仓库调查，发现老大把金币藏在有毒热带鱼的鱼缸底部，把鱼缸运入美国来走私金币。邦德遭遇老大的枪手攻击，但设法令对方掉进鲨鱼池。
邦德抵达牙买加后与当地渔民库洛（Quarrel）及秘密情报局驻牙买加分部主管约翰·斯特兰威斯（John Strangways）见面。库洛带邦德在当地练习水肺潛水，邦德游过鲨鱼和梭子魚出没海域抵达老大的岛，在游艇上安装吸附雷后再度被老大所擒。老大把邦德和索丽泰尔绑在游艇后面，计划像往常一样去喂鲨鱼，只不过投放的食物是两个活人。
就在两人要被拖到遍布珊瑚礁的浅水区时，邦德安装的吸附雷爆炸，他和索丽泰尔仅受轻伤，老大虽未被炸死，但很快就被鲨鱼和棱子鱼分食。库洛很快赶到，救出邦德和索丽泰尔。

## 背景
1952年1至3月，英国新闻工作者伊恩·弗莱明在牙买加黄金眼庄园（Goldeneye）完成处女作《皇家赌场》接下来他开始为创作《生死关头》研究，并在1953年1月完成新作，此时《皇家赌场》尚未出版，四个月后，他的第二本小说上市。弗莱明曾于1943年7月与朋友伊瓦尔·布莱斯（Ivar Bryce）首度抵达牙买加，为《生死关头》研究期间，他又和夫人安（Ann）重温昔日路线，先乘飞机到纽约，再搭银陨号（{）火车前往佛罗里达州圣彼德斯堡，最后坐飞机至牙买加。
与妻子抵达黄金眼庄园后，弗莱明立即投入第二本邦德小说的创作。1963年5月，他在《书与书虫》（Books and Bookmen）杂志介绍写作技巧，自称“早上大概写三个钟头……晚上六到七点再写一小时。我从不修改，也从不回头检视写出来的东西……照我的办法，你一天也能写两千字”。就像《皇家赌场》一样，弗莱明也请朋友兼作家威廉·普洛默（William Plomer）审核《生死关头》的手稿，普洛默对新作很满意，告诉作者“新书就像吸附雷一样紧抓读者，结局非常震撼”。1953年5月乘伊利莎白皇后號郵輪前往美国期间，弗莱明用五天时间校对小说。
弗莱明起初当算让本作比处女作更严肃，情节主体是对邪恶本质的思考，所以一度为书起名《殡仪馆的风》（The Undertaker's Wind）。书中这种“殡仪馆的风”属于比喻，意指能“清除（牙买加）一切邪恶风气的风”。
文学评论家丹尼尔·费雷拉斯·萨沃伊（Daniel Ferreras Savoye）认为，弗莱明小说的标题无论是对小说本身还是对作品合集而言都有重要价值。《生死关头》也是如此，原本积极向上的集体智慧在小说中走向极端，完全变成反面典型，以此强调唯物主义知识论、个人主义思想和清醒的头脑是多么重要。如果没有邦德恢复秩序，“世界很快就会变成反乌托邦，变成托马斯·霍布斯恐惧、薩德侯爵推崇的野蛮现实。”
弗莱明的小说中没有明确说明日期，但有两位作家根据所有詹姆斯·邦德系列小说反映的情节和局势推导出时间轴。约翰·格里斯沃尔德（John Griswold）和亨利·钱斯洛（Henry Chancellor）都曾代表伊恩·弗莱明出版社创作图书，两人认为《生死关头》的故事发生在1952年，其中格里斯沃尔德的推断更精确，认为是在这年一到二月。

## 发展

### 情节灵感

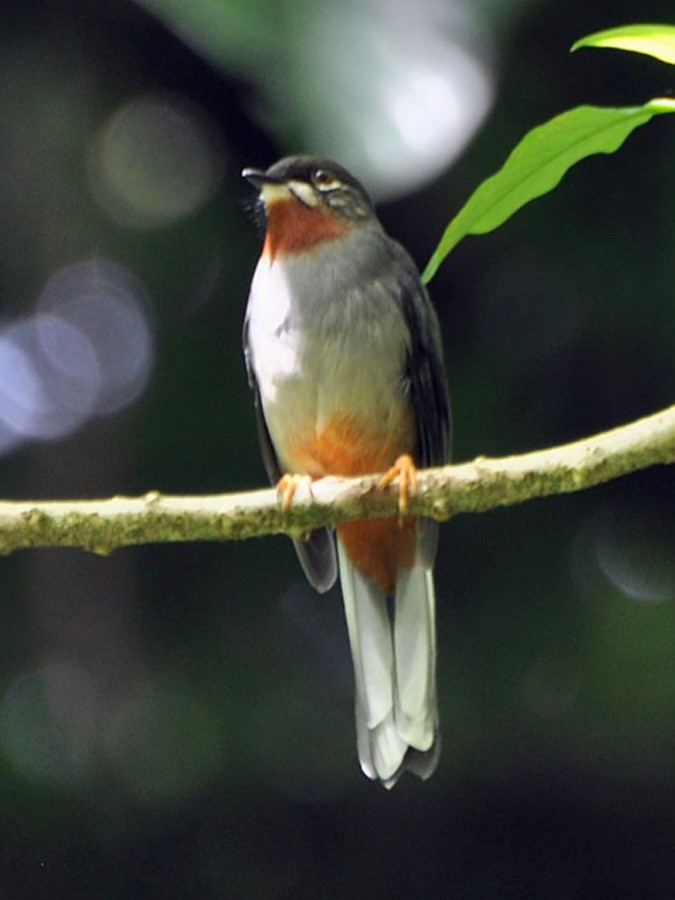
棕喉孤鸫是书中女主角的名字来源

小说大部分情报源自作者个人经历：开头邦德抵达纽约爱德怀德国际机场源于弗莱明1941和1953年的同样旅程；雷特在仓库遭鲨鱼攻击，作者在小说创作前不久曾与太太到访佛罗里达州圣彼德斯堡的类似建筑；弗莱明还曾两次乘坐“银陨号”，邦德和索丽泰尔的旅程便由此而来。
书中部分人物姓名源于作者的朋友，邦德的别名伊瓦尔·布莱斯，费利克斯·雷特的姓氏源自汤米·莱特（Tommy Leiter），名字则是布莱斯的中间名费利克斯；约翰·福克斯-斯特兰威斯（John Fox-Strangways）的名字和姓氏后半截成为秘密情报局驻牙买加分部主管。此外，女主角的名字源自牙买加当地鸟类棕喉孤鸫（Myadestes genibarbis），其英语名称的最后一个词便是女主角的名字。

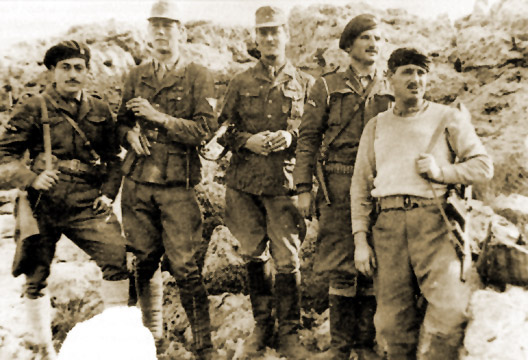
弗莱明以帕特里克·利·费莫（中）有关巫毒教的著作为背景创作《生死关头》

弗莱明曾于1953年与雅克-伊夫·库斯托第一次水沛潜水，这段经历成为邦德游向老大游艇的基础，估计书中吸附雷源自第二次世界大战期间意大利海军蛙人部队精英的行动。作者的朋友帕特里克·利·费莫（Patrick Leigh Fermor）曾于1950年推出巫毒教主题著作《旅行者之树》（部分内容还是在黄金眼庄园写就），弗莱明大量借鉴甚至引用书中描写。
弗莱明从小就对海盗感兴趣，小时候看过涉及海盗的小说，还很喜欢埃羅爾·弗林主演的电影《喋血船长》（Captain Blood）。在牙买加北岸的黄金眼庄园生活期间，作者曾到访该岛南岸的皇家港，这里曾是著名海盗亨利·摩根爵士的母港，进一步激发弗莱明的创作兴趣。老大的财宝岛源自玛丽亚港湾的卡布里塔岛，此地正是摩根当年埋藏财富的所在。

### 人物
小说家雷蒙德·本森（Raymond Benson）曾在1997至2002年间创作多部詹姆斯·邦德系列长、短篇小说，在他看来，《生死关头》从一开始就像邦德塑造得更有感情，远比《皇家赌场》中那个令人感觉温馨而讨喜。萨沃伊认为新作体现邦德脆弱的一面，结尾处流下的泪水更是明证。中央情报局特工莱特的人物发展也更复杂，而人性化，他与邦德的友谊足以证明。不过，这种变化依然不足以提升雷特的境遇，他还是远不如邦德。《皇家赌场》中的雷特向主角提供技术和财政支持，新作中同样听命于邦德，唯一一次主动出击的后果就是被鲨鱼吃掉一手一脚，邦德接下来面对同样的敌人却能从容取胜。弗莱明起初甚至打算让雷特丧命，但因美国文学经纪人抗议作罢。
库洛是弗莱明眼中理想的黑人形象，源自他对牙买加人的良好印象：“充满善意，开朗而幽默”。但是，邦德与库洛的良好关系是以双方都将邦德视为上等人为基础。作者本人对此表示，两人就像苏格兰人和头上的饰物，不是奴役与被奴役的关系。
与后来邦德碰到的大部分对手一样，《生死关头》的反派身体严重畸形。从书中描写来看，老大智商卓绝，“头像个大足球，有正常人两倍大而且非常圆”，皮肤呈“灰黑色，就像河里泡了一周的尸体一样绷紧而发光”。本森认为老大缺乏深度，“就只是个普普通通的反派”。文学分析家勒罗伊·潘尼克（LeRoy L. Panek）在检视20世纪英国谍报小说的著作中指出，《生死关头》与多年前文学作品的“绅士恶棍”传统背道而驰，书中强调老大的智商和组织能力，行为方面大都一笔带过。潘尼克还称，老大犯罪集团中的部下都很无能，邦德能比较轻松地解决。

## 风格
本森将小说章节末尾用于吸引读者继续观看下一章的悬念设定称为“弗莱明式收尾”，《生死关头》更是把这种手段发挥到极致。但同样曾创作邦德系列小说的作家兼学者金斯利·艾米斯有不同看法，觉得本作中的悬念收尾相对而言反而最少。为弗莱明立传的马修·帕克（Matthew Parker）感觉《生死关头》很可能是作者最好的小说，情节紧凑、张弛有道，为之后的作品“确立成功秘诀”。
萨沃伊通过对比《生死关头》和《皇家赌场》的叙事结构得出结论，弗莱明通过这部小说为继续创作邦德系列打下基础。他还发现两书结局的不同之处，邦德在《生死关头》结尾发誓要对付超级犯罪组织，这为他与索丽泰尔将来的性接触提供可能。
符号学家兼散文家翁贝托·埃可认为，弗莱明在《生死关头》中采用的都是“纯哥特式”元素。书尾老大被鲨鱼分食，邦德看到“老大的半条手臂浮出水面，上面没有手掌，没有手腕，也没有手表”。埃可认为，如此描写不仅是尖锐的讽刺，更是对看似无关紧要事务的着意强调，这在“客观流派”创作中十分常见本森认为，弗莱明曾是新闻工作者，对细节十分关注，令小说情节更显真实。

## 主题
与其他邦德小说一样，《生死关头》同样反映20世纪50年代英美角色转变和苏联对两国的潜在威胁。《皇家赌场》的冷战政治围绕英苏紧张局势展开，相比之下，《生死关头》干脆把邦德派到哈莱姆保护美国免遭黑人权力运动（Black Power movement）中掩藏的苏联间谍侵害。美国是书中苏联的目标，邦德称“纽约肯定是世界最大个原子弹的目标”。
弗莱明认为美国此时正逐渐殖民化牙买加，他和邻居诺埃尔·科沃德对此十分关注，《生死关头》便表达作者的上述看法。书中的老大是美国人，虽然他占用整个岛屿为基地的做法十分罕见，但在弗莱明看来，牙买加日益增多的美国游客便是对当地的威胁。邦德在书中“很高兴能踏上牙买加那片柔软的绿色土地，离开身后坚硬的黄金国大陆（指美国）”。
文化史学家杰里米·布莱克（Jeremy Black）认为，作者还通过书中角色表达他的种族观念。“和邦德……都提出犯罪种族观点，这些观点承载伦敦俱乐部的种族主义偏见，无知在此一览无疑。布莱克还指出，弗莱明愿意而且也经常表露种族观点，这在与他同龄的传家中十分常见。作家路易丝·威尔士（Louise Welsh）认为，《生死关头》代表白人社会某些阶层的偏执幻想，就像民权运动会挑战社会中的偏见与不平等一样。这种偏执幻想在弗莱明和部分情报机构的观念中体现，认为美国全国有色人种协进会就是共产党的排头兵。1952年，曾公开宣称反共的牙买加政治家在波多黎各执行公务期间被美国当局逮捕，共产主义的威胁至此抵达牙买加。同年牙买加地方政党还开除多名信奉共产主义的党员。
友谊是《生死关头》的重要元素，邦德与雷特、库洛的关系既是朋友，又是盟友。书中的人物塑造更加完整，清晰呈现邦德和雷特间的牢固友谊，令邦德追踪老大为雷特把仇之举更显可信。
《生死关头》延续《皇家赌场》中邪恶的主题，弗莱明的传记作家安德鲁·莱切特（Andrew Lycett）称为“平庸的邪恶一面”。老大是书中邪恶的代言人，他曾告诉邦德，自己一直感到无聊，就像吃饱喝足的人想要睡觉一样。邦德的形象恰恰相反，莱切特认为邦德仿佛在善恶间挣扎的摩尼教徒。本森认为邪恶是小说的首要主题，他援引《皇家赌场》中法国人勒内·马西斯（René Mathis）的话，预测邦德会找到并杀死世界上所有的恶人。

## 出版和反响

### 出版史
1954年4月5日，乔纳森·凯普出版社（Jonathan Cape）在英国发行《生死关头》精装本，封面像《皇家赌场》一样是由弗莱明设计，图案也是以书名文字为主。第一版的7500本不久被抢购一空，出版社马上加印两千本，到1954年结束时已卖出九千余本。1954年5月，爱尔兰出版物审查委员会禁止《生死关头》在爱尔兰出版莱切特发现，爱尔兰的禁令对小说在其他地区宣传十分有利。1957年10月，图书出版社发行小说平装本，第一年就售出约五万本。
1955年，《生死关头》通过麥克米倫出版公司在美国上市，书中只有一处显著改动，即第五章的标题从“黑鬼天堂”（Nigger Heaven）改成“第七大道”（Seventh Avenue）。小说在美国滞销，出版后第一年仅卖出约五千本。

### 专业评价
《星期日泰晤士報》的菲利普·戴（Philip Day）声称，弗莱明的文笔好到令人畏惧；《泰晤士报》发文称赞小说构思巧妙，充满深奥的知识和令人既害怕又有些虐恋兴奋的游戏和惊险刺激，但与《皇家赌场》相比在构想简明大胆上略有不及。伊丽莎白··斯特奇（Elizabeth L Sturch）在《泰晤士报文学增刊》（The Times Literary Supplement）发文，赞扬弗莱明“无疑是近期最优秀的惊悚小说新作家”，《生死关头》与前作相比完全不失水准。不过斯特奇也提出意见，觉得弗莱明的写作轻浮有余，高度不足。整体而言，她认为《生死关头》包含许多令读者非常兴奋的段落，同时代的其他作家都无法超越。《每日电讯报》的评论称赞小说就像《皇家赌场》一样令人兴奋，带读者深入哈莱姆核心并在鲨鱼出没的水域游泳。评论认为，作者能够认清自身能力是作品效果好的重要原因。《标准晚报》（The Evening Standard）刊登乔治·马尔科姆·汤普森（George Malcolm Thompson）的文章，称《生死关头》“紧张、冷酷、精巧”，就像彼得·切尼（Peter Cheyney）笔下的上层阶级。
弗莱明的传记作者约翰·皮尔森（John Pearson）声称，《纽约时报》评论员安东尼·布彻（Anthony Boucher）堪称“彻头彻尾的反邦德兼反弗莱明狂热分子”。布彻认为《生死关头》虽然“没有落下任何要点，但文笔松散而生涩”，不过是把菲利普斯·奥本海姆（E. Phillips Oppenheim）和《米奇·斯皮兰》（Mickey Spillane）的作品选段华丽而庸俗地组合在一起。1955年6月，雷蒙·錢德勒在伦敦造访诗人斯蒂芬·斯潘德期间经介绍见到弗莱明，后者送他一本《生死关头》。钱德勒之后表示，弗莱明肯定是英格兰头号悚悚小说家，作品中体现的创作功底和情节驾御能力都首屈一指。

## 改编
1958年12月15日，《每日快報》开始刊登小说改编的连环漫画并在全球同步发行，直到1959年3月28日完成连载。连环漫画由安东尼·赫恩（Anthony Hern）创作，约翰·麦克卢斯基（John McLusky）绘图，邦德的形象酷肖男演员肖恩·康纳利，三年后便是他在电影《鐵金剛勇破神秘島》中扮演邦德。
制片人亚历山大·科达在《生死关头》出版前就已看过小说校对版，觉得已经好些年没看过这么精彩的故事，但还不能肯定是否适合拍成电影。他请导演大卫·利恩和卡洛·李看过小说后表达看法，但后来无疾而终。1955年《皇家赌场》的电视改编节目播出后，华纳兄弟表示有意改编《生死关头》，愿为作者首肯支付五百美元，如果的确拍成电影再付五千。弗莱明没有接受，觉得条件不够理想。
1973年电影《鐵金剛勇破黑魔黨》由罗杰·摩尔扮演邦德，片名与小说完全相同，但内容仅有部分相似，受到当时流行的黑人剝削電影显著影响。影片由蓋·漢彌爾頓，艾伯特·布洛克里和哈里·萨尔兹曼（Harry Saltzman）任制片人，是Eon制片公司詹姆斯·邦德系列电影的第八弹。小说部分情节在之后的邦德片中实现：邦德和索丽泰尔被绑在游艇后拖行的桥段出现在《鐵金剛勇破海龍幫》，雷特被喂鲨鱼，以及仓库中的枪战在《鐵金剛勇戰殺人狂魔》中采用。

### 脚注
1. ↑  Fleming 2006，第169頁.
2. ↑  Ian Fleming & Ian Fleming Publications.
3. ↑  Chancellor 2005，第4頁.
4. ↑  Lycett 1996，第244頁.
5. ↑  Black 2005，第10頁.
6. 1 2  Benson 1988，第6頁.
7. ↑  Parker 2014，第1頁.
8. ↑  Benson 1988，第4頁.
9. ↑  Faulks & Fleming 2009，第320頁.
10. 1 2  Lycett 1996，第245頁.
11. ↑  Simpson 2002，第36頁.
12. ↑  Lycett 1996，第236頁.
13. ↑  Savoye 2013，第152頁.
14. ↑  Griswold 2006，第13頁.
15. ↑  Chancellor 2005，第98–99頁.
16. 1 2  Black 2005，第11頁.
17. ↑  Parker 2014，第150頁.
18. ↑  Black 2005，第14頁.
19. ↑  Macintyre 2008，第93頁.
20. ↑  Lycett 1996，第222頁.
21. ↑  Lycett 1996，第81頁.
22. ↑  Macintyre 2008，第160頁.
23. 1 2 3 4 5  Chancellor 2005，第43頁.
24. ↑  Macintyre 2008，第104頁.
25. 1 2 3 4  Lycett 1996，第238頁.
26. ↑  Parker 2014，第115–117頁.
27. 1 2 3 4  Benson 1988，第96頁.
28. ↑  Savoye 2013，第49頁.
29. ↑  Benson 1988，第96–97頁.
30. ↑  Bennett & Woollacott 1987，第100頁.
31. ↑  Parker 2014，第165頁.
32. ↑  Black 2005，第19頁.
33. ↑  Parker 2014，第161頁.
34. ↑  Chapman 2007，第27頁.
35. ↑  Parker 2014，第163頁.
36. ↑  Fleming 2006，第206頁.
37. ↑  Eco 2009，第38頁.
38. 1 2  Benson 1988，第97頁.
39. ↑  Fleming 2006，第71頁.
40. ↑  Panek 1981，第213頁.
41. ↑  Panek 1981，第205–206頁.
42. ↑  Benson 1988，第85頁.
43. ↑  Benson 1988，第95頁.
44. ↑  Amis 1966，第154–55頁.
45. ↑  Parker 2014，第153頁.
46. ↑  Savoye 2013，第104頁.
47. 1 2  Eco 2009，第49頁.
48. ↑  Fleming 2006，第273頁.
49. ↑  Hewitt 1992，第102 & 220頁.
50. ↑  Benson 1988，第95–96頁.
51. ↑  Black 2006.
52. ↑  Black 2003，第106–112頁.
53. ↑  Parker 2014，第99–100頁.
54. ↑  Black 2005，第12頁.
55. ↑  Fleming 2006，第v頁.
56. ↑  Lycett 1996，第237頁.
57. ↑  Parker 2014，第148–149頁.
58. ↑  Fleming 2006，第84–85頁.
59. 1 2 3  Lycett 1996，第255頁.
60. ↑  Benson 1988，第8頁.
61. ↑  Upton 1987，第6頁.
62. ↑  Bennett & Woollacott 1987，第23頁.
63. 1 2  Kelly 2004，第320頁.
64. ↑  Lindner 2009，第17頁.
65. ↑  Benson 1988，第11頁.
66. ↑  Parker 2014，第157頁.
67. ↑  Fleming 2006，第48頁.
68. ↑  Lycett 1996，第268頁.
69. ↑  Professional People 1954，第10頁.
70. 1 2 3 4  Sturch 1954，第277頁.
71. ↑  Live and Let Die & The Times 1954，第9頁.
72. ↑  Pearson 1967，第99頁.
73. 1 2  Boucher 1955，第BR17頁.
74. ↑  Kroon 2014，第414頁.
75. ↑  Lycett 1996，第270頁.
76. ↑  Pfeiffer & Worrall 1998，第70頁.
77. ↑  Fleming, Gammidge & McLusky 1988，第6頁.
78. ↑  The James Bond Films – 2006 onwards & BBC 2007.
79. ↑  Lycett 1996，第250頁.
80. ↑  Chapman 2007，第40–41頁.
81. ↑  Lycett 1996，第265頁.
82. ↑  Chapman 2007，第136頁.
83. ↑  Thomas 1999.
84. ↑  Barnes & Hearn 2001，第135頁.
85. ↑  Barnes & Hearn 2001，第176頁.
86. ↑  Chapman 2007，第206頁.

### 书籍
- Amis, Kingsley. . London: Pan Books. 1966. OCLC 154139618.
- Barnes, Alan; Hearn, Marcus. . London: Batsford Books. 2001. ISBN 978-0-7134-8182-2.
- Bennett, Tony; Woollacott, Janet. . London: Routledge. 1987  [2020-08-22]. ISBN 978-0-416-01361-0.
- Benson, Raymond. . London: Boxtree Ltd. 1988. ISBN 978-1-85283-233-9.
- Black, Jeremy. . Lincoln, NE: University of Nebraska Press. 2005  [2020-08-22]. ISBN 978-0-8032-6240-9. （原始内容存档于2022-01-03）.
- Chancellor, Henry. . London: John Murray. 2005. ISBN 978-0-7195-6815-2.
- Chapman, James. . New York: I.B. Tauris. 2007. ISBN 978-1-84511-515-9.
- Eco, Umberto. . Lindner, Christoph  (编). . Manchester: Manchester University Press. 2009. ISBN 978-0-7190-6541-5.
- Faulks, Sebastian; Fleming, Ian. . London: Penguin Books. 2009. ISBN 978-0-14-103545-1.
- Fleming, Ian; Gammidge, Henry; McLusky, John. . London: Titan Books. 1988. ISBN 978-1-85286-040-0.
- Fleming, Ian. . London: Penguin Books. 2006 [1954]. ISBN 978-0-14-102832-3.
- Griswold, John. . Bloomington, IN: AuthorHouse. 2006  [2020-08-22]. ISBN 978-1-4259-3100-1. （原始内容存档于2021-12-23）.
- Hewitt, Leah D. . Lincoln, NE: University of Nebraska Press. 1992  [2020-08-28]. ISBN 978-0-8032-7258-3. （原始内容存档于2021-04-23）.
- Kroon, Richard W. . Jefferson, NC: McFarland. 2014  [2020-08-28]. ISBN 978-0-7864-5740-3. （原始内容存档于2021-04-23）.
- Lindner, Christoph. . Manchester: Manchester University Press. 2009  [2020-08-28]. ISBN 978-0-7190-6541-5. （原始内容存档于2021-12-23）.
- Lycett, Andrew. . London: Phoenix. 1996. ISBN 978-1-85799-783-5.
- Macintyre, Ben. . London: Bloomsbury Publishing. 2008. ISBN 978-0-7475-9527-4.
- Panek, LeRoy. . Bowling Green, OH: Bowling Green University Popular Press. 1981  [2020-08-28]. ISBN 978-0-87972-178-7.
- Parker, Matthew. . London: Hutchinson. 2014. ISBN 978-0-09-195410-9.
- Pearson, John. . London: Pan Books. 1967. OCLC 60318176.
- Pfeiffer, Lee; Worrall, Dave. . London: Boxtree Ltd. 1998. ISBN 978-0-7522-2477-0.
- Savoye, Daniel Ferreras. . Jefferson, NC: McFarland. 2013. ISBN 978-0-7864-7056-3.
- Simpson, Paul. . London: Rough Guides. 2002  [2020-08-22]. ISBN 978-1-84353-142-5. （原始内容存档于2021-12-23）.

### 期刊、报纸和网站
- 需点击后才能看到. Ian Fleming Publications.   [2020-08-22]. （原始内容存档于2020-06-09）.
- Black, Jeremy. . History New Network. George Mason University. 2006-01-24  [2020-08-29]. （原始内容存档于2020-01-05）.
- Kelly, James. . Analecta Hibernica. 2004, 38 (38): 320. ISSN 0791-6167. JSTOR 20519909.
- Upton, John. . The Book and Magazine Collector (Diamond Publishing Group). 1987-08, (41).
- Black, Jeremy. . National Interest. Winter 2002–2003, (70): 106–112. JSTOR 42897447.
- Sturch, Elizabeth. . The Times Literary Supplement (London). 1954-04-30: 277.
- . The Times (London). 1954-04-07: 10.
- . The Times (Multiple Display Advertisements). 1954-08-21: 9.
- Thomas, Rebecca. . BBC. 1999-11-19  [2020-08-29]. （原始内容存档于2019-04-08）.
- . BBC. 2007-01-15  [2020-08-29]. （原始内容存档于2019-08-30）.
- Boucher, Anthony. . The New York Times (New York, NY). 1955-04-10: BR17  [2020-08-29]. （原始内容存档于2021-04-23）.